# Gisèle Lalonde
Pour les articles homonymes, voir Lalonde.
Gisèle Lalonde, née le 28 juin 1933 à Ottawa et morte dans la même ville le 27 juillet 2022, est une femme politique canadienne, mairesse de la ville de Vanier de 1985 à 1991. 
Elle est reconnue comme une défenseure des droits des francophones en Ontario dans le dossier de l'hôpital Montfort.

## Biographie
Elle est née Gisèle Deschamps à Eastview, plus tard Vanier, en 1933. Elle a reçu un certificat en enseignement à l'Université d'Ottawa et elle enseigna dans la région d'Ottawa de 1951 à 1973. À cette époque, Lalonde était aussi membre de la commission scolaire de langue française pendant treize ans. Agissant à titre de conseillère sur l'éducation française, Gisèle Lalonde donnait son avis au premier ministre de l'Ontario sur les besoins de la communauté française. Elle est élue mairesse de Vanier en 1985. En 1988, elle fonde et devient la première présidente de l'Association française des municipalités de l'Ontario.

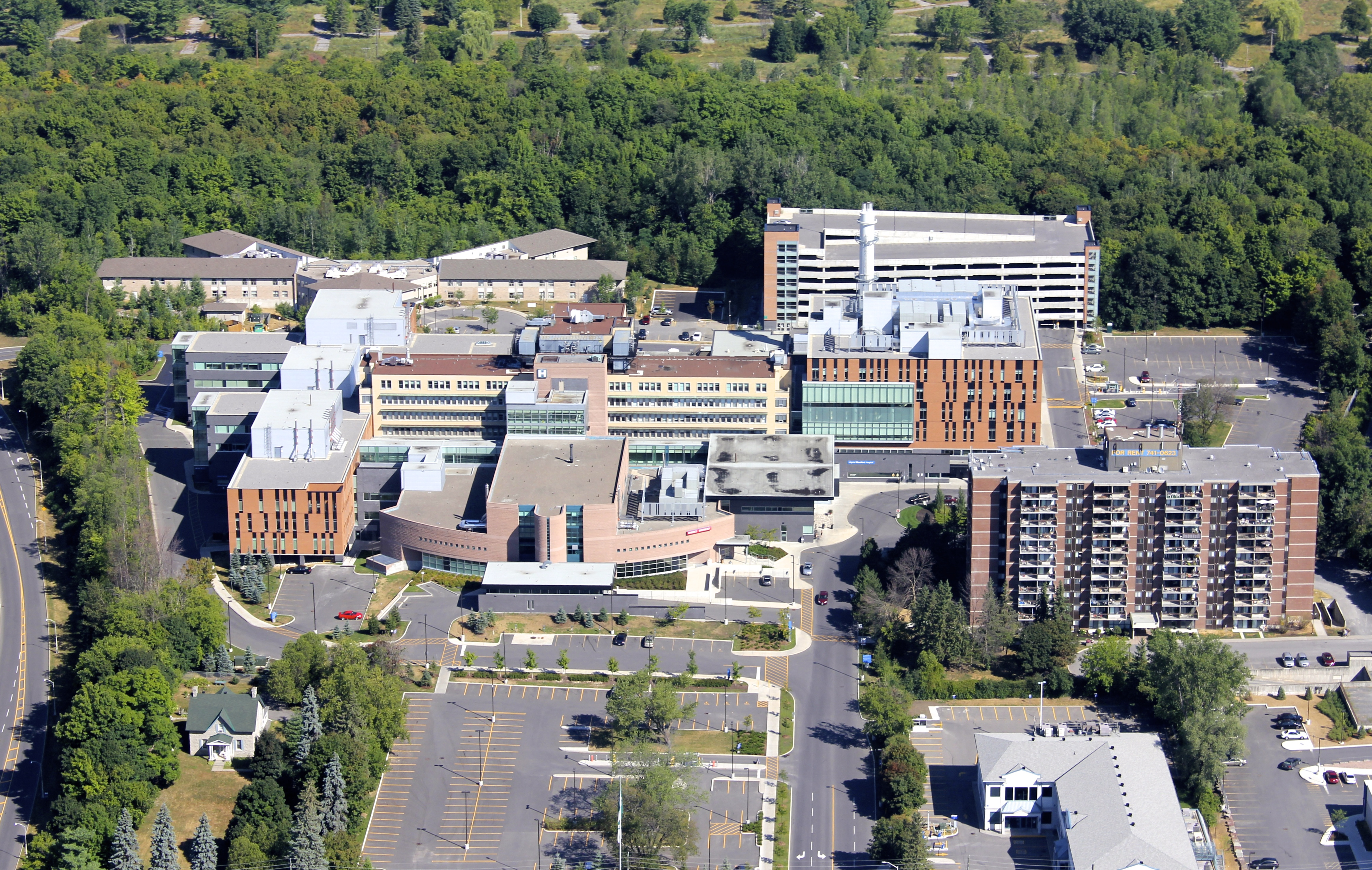
Vue aérienne de l'hôpital Montfort.

Gisèle Lalonde était à la tête de SOS Montfort, une campagne qui a prévenu la fermeture du seul hôpital de langue française en Ontario.
Elle a reçu l'Ordre du Canada en 2004 et l'Ordre de l'Ontario en 2006.
Elle meurt à l'hôpital Montfort dans la ville d'Ottawa à l'âge de 89 ans le 27 juillet 2022 dans la nuit vers 3 h du matin.